# Дмитрієвський сільський округ (Тимірязєвський район)
Дми́трієвський сільський округ (каз. Дмитриев ауылдық округі, рос. Дмитриевский сельский округ) — адміністративна одиниця у складі Тимірязєвського району Північноказахстанської області Казахстану. Адміністративний центр — село Дмитрієвка.
Населення — 752 особи (2021; 1410 у 2009, 1758 у 1999, 1759 у 1989).
Станом на 1989 рік існувала Дмитрієвська сільська рада (села Дмитрієвка, Жаркен, Інтимак).

## Склад
До складу округу входять такі населені пункти:
| Населений пункт  | Старі назви | Населення, осіб (1989) | Населення, осіб (1999) | Населення, осіб (2009) | Населення, осіб (2021) |
| ---------------- | ----------- | ---------------------- | ---------------------- | ---------------------- | ---------------------- |
| Дмитрієвка, село | -           | 952                    | 884                    | 709                    | 454                    |
| Жаркен, село     | -           | 539                    | 616                    | 526                    | 248                    |
| Інтимак, село    | -           | 268                    | 258                    | 175                    | 50                     |